# 埃米利亚诺·萨拉
埃米利亚诺·劳尔·萨拉·塔法雷尔（西班牙語：Emiliano Raúl Sala Taffarel，1990年10月31日—2019年1月21日），阿根廷职业足球运动员，司职前锋。
埃米利亚诺·萨拉曾效力于阿根廷的青训队，后转到葡萄牙地方联赛参加过一段的时间的比赛。2012年2月，萨拉在法国波尔多参加职业生涯首次比赛。经过不懈奋斗，萨拉进入一流球队，连续多个赛季被外借到法国全国联赛球队奥连斯和法国足球乙级联赛球队尼奥尔岩羚羊。他在两个俱乐部的表现突出，在回到波尔多前贡献共39个进球。虽然最初球队答应他租借期过后归队，上场时间会增加，但萨拉归队时再次失宠，转而租借到甲级联赛球队卡昂。
2015年，萨拉和南特签订永久合同。在南特期间，萨拉甲级联赛出场超过100次，创下进球纪录，联赛三个赛季成为球队最佳射手。2019年1月，他以创球队记录的1500万英镑费用，转会到卡迪夫城。2019年1月21日，萨拉乘坐的派珀PA-46小型飞机从南特飞往卡迪夫时，途中在奧爾德尼島外海坠毁，萨拉身亡，終年28歲。经过最初为期3天覆盖英吉利海峡1700平方英里范围的搜索，以及随后的2次私人搜查，飞机残骸于2月3日被检获，4天后萨拉的遗体也被寻回。

## 早年
萨拉生于阿根廷圣大非省古鲁鲁，父亲是卡车司机奥拉西奥·萨拉（Horacio Sala），母亲叫梅赛德斯·塔法雷尔（Mercedes Taffarel）。萨拉长大后，居家搬到普羅格雷索。萨拉持有意大利护照。他的兄弟叫达里奥（Dario），姐妹叫罗米纳（Romina）。他是独立竞技的球迷，长大期间钻研了他最喜欢的球星加布里埃尔·巴蒂斯图塔的录像。

## 职业生涯
萨拉最初效力于圣马丁普罗格雷索足球俱乐部，15岁移居科尔多瓦省圣弗朗西斯科，受训于成长项目（Proyecto Crecer）足球学校，期间被球探发掘。学校隶属于西班牙俱乐部皇家马略卡和法国球队波尔多，负责在当地发掘人才。加入俱乐部后，他和其他青训球员一同搬进寄宿宿舍。
2009年，在西班牙格拉纳达生活时，萨拉被在当地踢球并加入葡萄牙球队的阿根廷球员举荐到葡萄牙区锦标赛球队克拉图（Crato）。萨拉只给克拉图打了一场正式比赛，进了两球，但考虑到家乡的女友“遇到困难”，半途离开球队。
2010-11赛季，时年20岁的萨拉前往欧洲，与成长项目合作球队波尔多签订合同。抵达法国后，萨拉和俱乐部青训教练马塞洛·瓦达（Marcelo Vada）一起住一段时间。同居者还有瓦达儿子、萨拉队友兼同乡的瓦朗坦·瓦达。
萨拉一直在波尔多预备队，缺乏首发队上场时间，为此他感到沮丧。经纪人建议他转会到意大利的俱乐部，其中包括ASD索伦托，他都拒绝了。2012年2月8日，2011年至2012年法国杯足球赛16强赛上，萨拉于比赛第105分钟被祖苏尔换上场，完成他在波尔多成年队的首秀。当晚波尔多以3–1击败了奥林匹克里昂。
由于萨拉没能稳坐第一梯队位置，波尔多将他外借出去，让他丰富经验，有望签约西班牙球队。中介拒绝该提议，希望萨拉留在法国。他转而加入一年前发掘他的经纪人奥利弗·弗拉波利（Oliver Frapolli）所属俱乐部奥连斯。期间萨拉出场37次，贡献19球，被弗拉波利认为是“球队当之无愧的最佳球员”，帮助球队以第8名的成绩结束全国联赛赛季。
2013年7月2日，萨拉和法国足球乙级联赛球队尼奥尔岩羚羊签订2013–14整个赛季的外借合同。上半赛季，萨拉状态逐步回归，最终在3月找到方法，12场比赛共打入11球，其中一场贡献生涯首个帽子戏法，4–2战胜拉瓦勒。他在赛季的所有比赛中攻入20球，其中18名联赛进球创下俱乐部单个赛季进球纪录。
2014–15赛季伊始，萨拉进入威利·领军的波尔多第一梯队，还续签了两年合同。他靠点球打入个人在俱乐部成年人队的首个进球，以4–1击败AS摩纳哥。然而，这也是他11次出场中仅有的进球，之后他在2014–15赛季下半赛季代替马修·杜哈梅尔外借给同属于法国足球甲级联赛的球队卡昂。卡昂之前在赛季开始时想买走萨拉，但被波尔多拒绝。他在卡昂的首秀是2015年2月1日，球队1–0击败聖伊天。两周后，个人在这个俱乐部的第三场比赛上，萨拉2–2闷平巴黎圣日耳曼，之后他在对阵朗斯的比赛上打入1球。回到波尔多前，萨拉共为卡昂贡献5球。

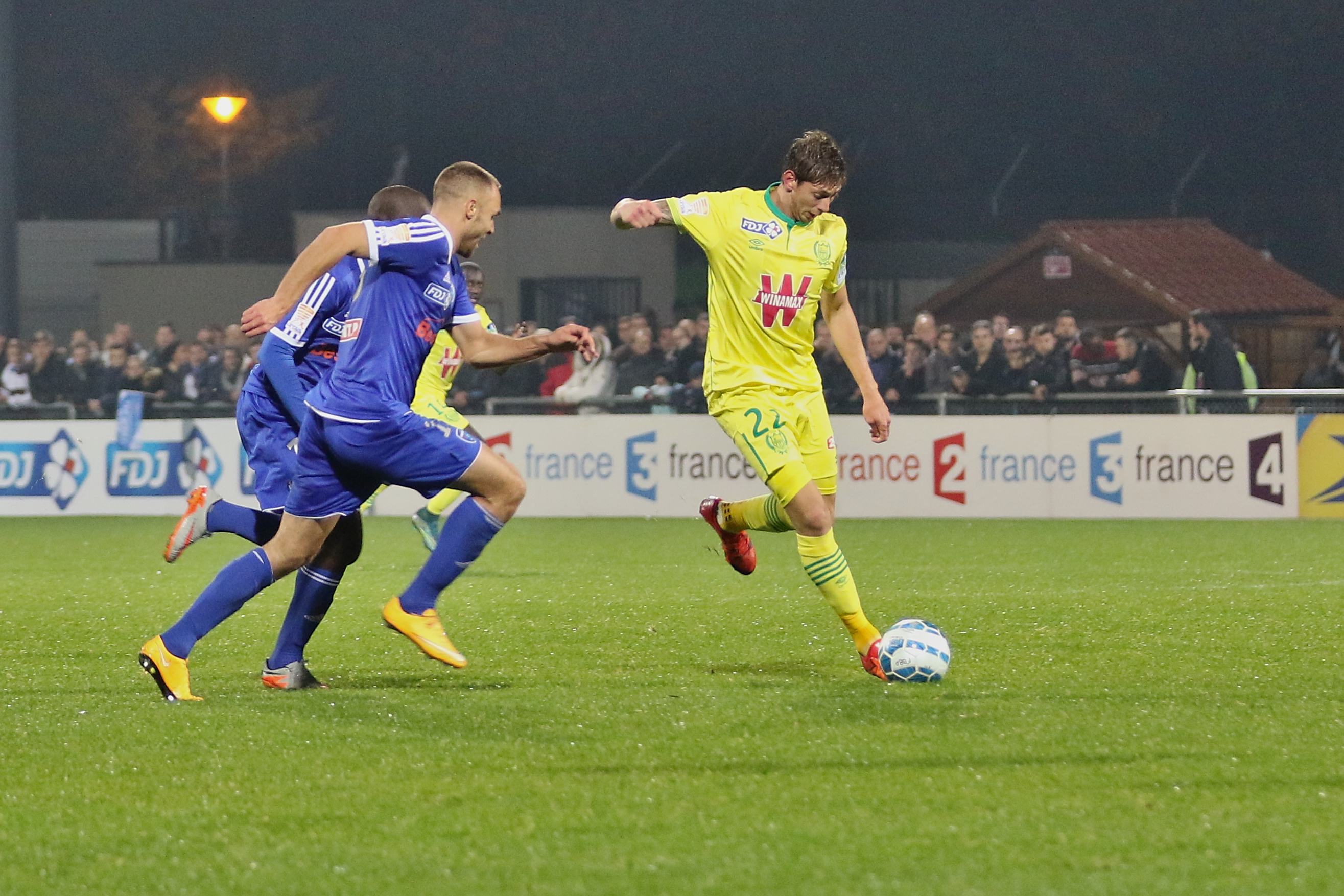
萨拉（右）为南特比赛，摄于2015年

2015年7月20日，萨拉转会到甲级联赛球队南特，费用达100万欧元。他在2015–16赛季开幕日献上在南特的首秀，当天球队1–0击败甘冈前进会。2015年12月5日，他打入在俱乐部的首球，1–1击败阿雅克肖。2016年1月，南特拒绝伍尔弗汉普顿流浪300万英镑买走萨拉的竞标。尽管首个赛季只打入六球，萨拉在赛季结束时仍是球队最佳射手。
第二个赛季，萨拉为南特打入12球，是自2000–01赛季的奧利維爾·蒙特魯比奧以来，单个赛季进球最多的球员。2017–18赛季的进球数与上赛季持平，使得他加入球队以来连续三个赛季成为南特的最佳射手。
2018–19赛季开始，在馬吉爾·卡多索的率领下，萨拉失去首发机会，卡利法·庫利巴利成为球队的首选前锋。土耳其球队加拉塔沙雷在夏季转会窗口最后一刻递交签约萨拉的竞标，但交易最终不了了之。萨拉两次替补上场都有进球，使得他重获回归首发阵容的机会。2018年10月20日，卡多索被解雇，瓦希德·哈利霍季奇成为球队新人主帅。在瓦希德上任后的首场比赛上，萨拉上演帽子戏法，主场作战4–0击败图卢兹。因此他成为自马马杜·迪亚洛在2006年2月对阵索肖的比赛以来，首位在甲级联赛单场比赛中上演帽子戏法的南特球员。10月底，他因在当月三场比赛中的四个进球，投票当选为月度最佳球员。
萨拉的良好状态，使得他在12月初以12个进球和巴黎圣日耳曼的基利安·麥巴比共同跻身甲级联赛射手榜首位。之后他再为俱乐部贡献一球，3–2击败马赛。
2019年1月19日，萨拉加入英超联赛球队卡迪夫城，转会合约为期三年半。据报合同价值1500万英镑，击败2013年的转会报价。依照合同，转会费用有一半交给波尔多。加入卡迪夫城前，萨拉拒绝了中超联赛球队北京人和的转会合同。尽管对方给出更高的转会费和薪水，希望在英超联赛踢球的他却不为所动。萨拉意外身亡后，南特向卡迪夫城索要转会费。

## 事故

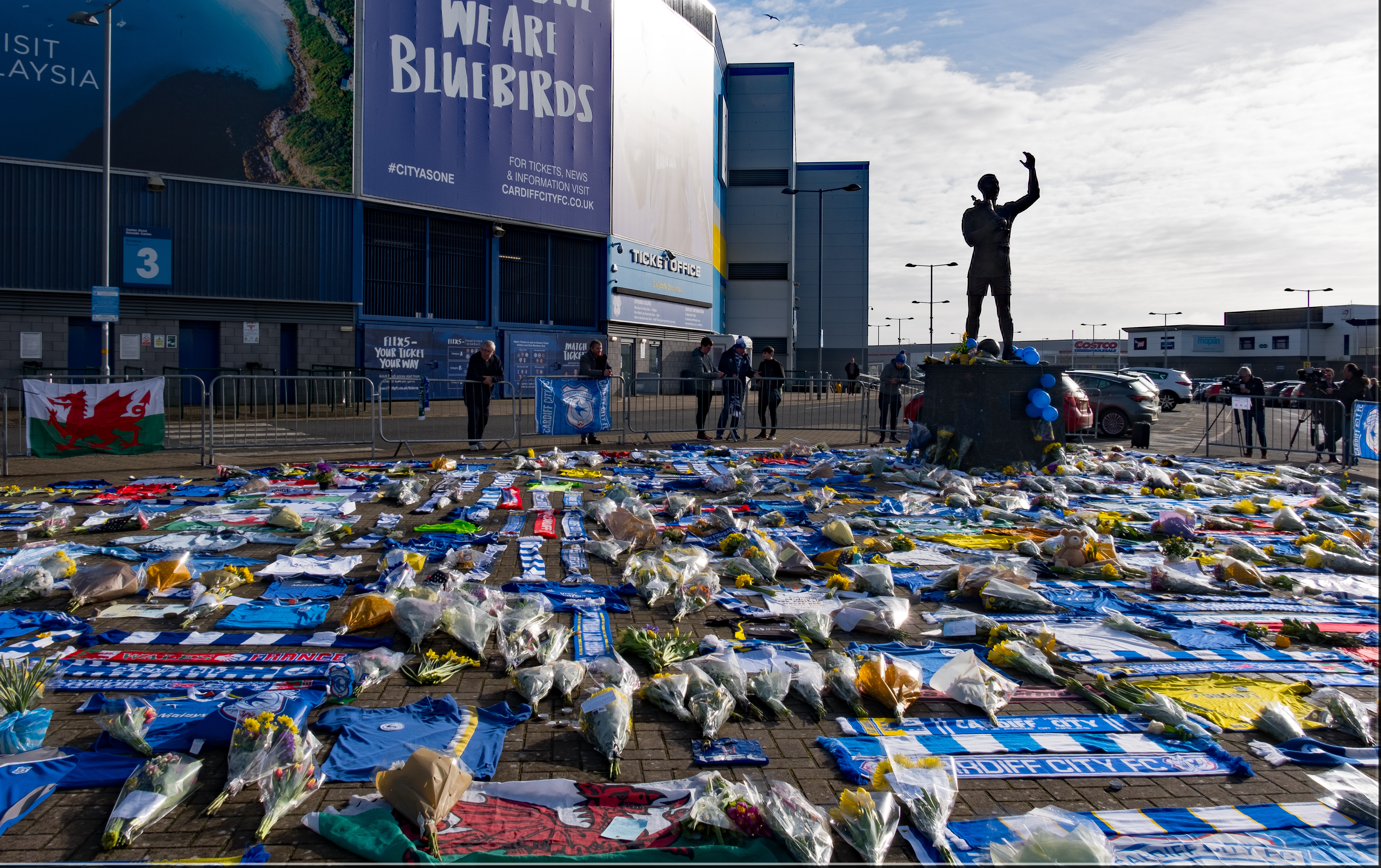
萨拉失踪后，球迷在卡迪夫城球场外为萨拉祈祷。

1月19日在卡迪夫完成体检后，萨拉乘坐球队经纪人马克·麦凯（Mark McKay）安排的包机回到南特。按计划，他要在1月21日回到卡迪夫，出席下个月在新俱乐部的训练。萨拉还受教练尼尔·的邀请，参加对阵纽卡斯尔联的比赛。在此之前，他要回法国向南特的队友告别，收拾个人财物。
1月22日，消息确认萨拉在从南特飞往卡迪夫的一架失踪航班上。这架失联的航班和两天前带萨拉回南特的是同一班，都是派珀PA-46。飞机于前天在奥尔德尼岛外海失联。1月23日，海峡群岛空中搜救队（Channel Islands Air Search）表示在海里发现生还者毫无希望。
阿根廷媒体《Olé》披露了一段据称是萨拉和好友们在WhatsApp上语音聊天的录音。原文如下：
|  | 嗨，我的兄弟们，你们过得可好？我累坏了。我现在在南特，有一大堆事情要忙，没个停。不管怎么说，伙计们，我上飞机了，这架飞机感觉要散架。我正在去卡迪夫。很疯狂，我们明天下午就要开始了。伙计们，我下午就要在新球队接受训练......我们来看看会发生些什么事。所以，你们过得还好吗？如果一个半小时之内你们没有我们的消息，我就不知道他们会不会派人来接我，因为他们找不到我，但你们要知道......伙计，我很害怕！ |

根西岛警方最初在英吉利海峡1700英里的范围搜索了3天。2019年1月24日，格林尼治时间下午3:15分，经过3架飞机、5架直升机和2艘救援船8个小时的“非常全面和广泛的搜寻”，警方宣布搜救行动取消。决定使得全世界呼吁继续搜索，其中包括阿根廷球员、塞尔希奥·阿奎罗和退役球员迭戈·马拉多纳等多位足球明星。阿根廷总统毛里西奧·馬克里请求英国和法国政府继续搜寻。网友还发起在线请愿，吸引超过65000人签名。萨拉的家人后来宣布资助私人机构搜查。代表萨拉的体育中介机构Sports Cover在GoFundMe发起众筹活动，共筹得28万英镑。私人搜救于1月28日启动，当天海洋学家大卫·梅恩斯率领的两艘船出发。
1月28日，水下搜索计划宣布在“一周内”展开，具体日期取决于天气条件，会利用遥控潜水器搜索海底北部的赫德海淵。1月29日，阿森纳在對陣卡迪夫城時的球員名单保留了萨拉的名字，其名字旁边的号码被换成喇叭水仙。1月30日，英国航空事故调查局指在法国海滩发现两个被冲上岸的坐垫，据信坐垫属于失事飞机。
2月3日，另一轮水下搜寻展开，使用英国航空事故调查局的“地球海洋III”号和一艘用于执行海床声呐探测的私人科考船。格林尼治时间约晚上9:11分，也就是行动第6个小时，飞机残骸在63米深处找到。2月4日，调查人员在残骸内部发现一具遗体。
2月7日，从残骸中检获的遗体被送往波特兰岛，在多塞特郡接受尸检。 当天晚些时候，多塞特警方憑指紋校對证实遗体身份是萨拉。随后南特退役了他的9号球衣。尸检报告显示，萨拉的死因是“头部和躯干受伤”。

## 打法
萨拉表示他模仿了偶像、阿根廷前锋加比奧·巴迪斯圖達的打法。BBC体育认为，萨拉和一样，是“喜欢开阔空间的球员，具有较强的反击能力”。作为一名强大的前锋，萨拉的控球能力有目共睹，人们认为他的步伐“合理”。他也因为出色的表现、韧性、破门的眼光和绝杀的能力，深受媒体青睐。

## 统计数据
| 俱乐部   | 赛季    | 联赛 | 联赛     | 联赛   | 杯赛     | 杯赛   | 国际比赛 | 国际比赛 | 总计     | 总计   |
| 俱乐部   | 赛季    | 组别 | 出场次数 | 进球数 | 出场次数 | 进球数 | 出场次数 | 进球数   | 出场次数 | 进球数 |
| -------- | ------- | ---- | -------- | ------ | -------- | ------ | -------- | -------- | -------- | ------ |
| 克拉图   | 2009–10 |      | 1        | 2      | 0        | 0      | 0        | 0        | 1        | 2      |
| 奧連斯   | 2012–13 | 法丙 | 37       | 19     | 0        | 0      | 0        | 0        | 37       | 19     |
| 尼奥尔   | 2013–14 | 法乙 | 37       | 18     | 3        | 2      | 0        | 0        | 40       | 20     |
| 波尔多   | 2014–15 | 法甲 | 11       | 1      | 1        | 0      | 0        | 0        | 12       | 1      |
| 卡昂     | 2014–15 | 法甲 | 13       | 5      | 0        | 0      | 0        | 0        | 13       | 5      |
| 南特     | 2015–16 | 法甲 | 31       | 6      | 4        | 0      | 0        | 0        | 35       | 6      |
| 南特     | 2016–17 | 法甲 | 34       | 12     | 5        | 3      | 0        | 0        | 39       | 15     |
| 南特     | 2017–18 | 法甲 | 36       | 12     | 2        | 2      | 0        | 0        | 38       | 14     |
| 南特     | 2018–19 | 法甲 | 19       | 12     | 2        | 1      | 0        | 0        | 21       | 13     |
| 南特     | 总计    | 总计 | 120      | 42     | 13       | 6      | 0        | 0        | 133      | 48     |
| 卡迪夫城 | 2018–19 | 英超 | 0        | 0      | 0        | 0      | 0        | 0        | 0        | 0      |
| 生涯     | 生涯    | 生涯 | 219      | 87     | 17       | 8      | 0        | 0        | 236      | 95     |